# Pericoma maurum
Pericoma maurum är en tvåvingeart som beskrevs av Satchell 1950. Pericoma maurum ingår i släktet Pericoma och familjen fjärilsmyggor. Inga underarter finns listade i Catalogue of Life.